# Christian Nique
Pour les articles homonymes, voir Nique.
 (juin 2016).
Si vous disposez d'ouvrages ou d'articles de référence ou si vous connaissez des sites web de qualité traitant du thème abordé ici, merci de compléter l'article en donnant les références utiles à sa vérifiabilité et en les liant à la section « Notes et références ».
Christian Nique, né le 24 septembre 1948 à Bosmont-sur-Serre, est un linguiste et historien français des politiques scolaires.

## Biographie

### Formation
Christian Nique est docteur en linguistique (1973) et docteur d'État ès sciences de l'éducation (1987).

### Carrière
Christian Nique a enseigné dans les universités d'Amiens, Rennes-II, Paris-V et Montpellier-II. Dans le domaine linguistique, il a notamment contribué à diffuser en France et à appliquer à la langue française les thèses du linguiste Noam Chomsky sur la faculté de langage et la Grammaire générative et transformationnelle.[réf. nécessaire]
Haut fonctionnaire du ministère de l'Éducation nationale après avoir été enseignant, Christian Nique a exercé plusieurs fonctions administratives et pédagogiques : inspecteur d'académie, adjoint au directeur général des enseignements scolaires, inspecteur général, directeur du Centre international d'études pédagogiques, recteur d'académie dans les académies d'Orléans-Tours, de Montpellier, de Nice puis de Grenoble de 2004 à 2022, et conseiller du ministre de l’Éducation nationale.
Christian Nique a été conseiller du président de la République François Mitterrand pour les questions scolaires et universitaires, et conseiller du président de l'Assemblée nationale Laurent Fabius pour l'enseignement, la formation et la jeunesse.
Il est membre de l'Académie des sciences et lettres de Montpellier  (au sein de laquelle il a été élu sur le XVIIIe fauteuil de la section des lettres en 2013). Il en est secrétaire perpétuel depuis 2019[réf. à confirmer].

## Publications
- Initiation méthodique à la grammaire générative, Armand Colin, 1974.
- Manipulations syntaxiques en grammaire générative, CEDIC, 1975.
- Grammaire générative : hypothèses et argumentations, Colin, 1979.
- Comment l'école devint une affaire d'État, Nathan, 1989.
- L'impossible gouvernement des esprits : histoire politique des écoles normales primaires, Nathan, 1990.
- Histoire biographique de l'enseignement en France, (avec Claude Lelièvre), RETZ, 1991.
- La République n'éduquera plus : la fin du mythe Ferry, (avec Claude Lelièvre), Plon, 1992.
- Bâtisseurs d'école, (avec Claude Lelièvre), Nathan, 1994.
- L'École des présidents de la République, de Charles de Gaulle à François Mitterrand, (avec Claude Lelièvre), Odile Jacob, 1995.
- Précis d'occitan et de catalan, (dir.), SCEREN, 2006.
- Petite anthologie des littératures occitanes et catalanes, (dir.), SCEREN, 2006.
- Précis d'histoire du Languedoc-Roussillon, (dir), SCEREN, 2007.

## Distinctions
- Officier de la Légion d'honneur
- Officier de l'ordre national du Mérite
- Commandeur de l'ordre des Palmes académiques